# Jane Craven
Pour les articles homonymes, voir Craven.
Jane Craven, née le 25 janvier 1875 à Lucknow, est une joueuse de tennis américaine de la fin du XIXe siècle.
Elle a notamment remporté en 1899 l'US Women's National Championship en double dames aux côtés de Myrtle McAteer.

## Palmarès (partiel)

### Titre en double dames
| No | Date       | Nom et lieu du tournoi                 | Catégorie | Surface      | Partenaire     | Finalistes                   | Score         |          |
| -- | ---------- | -------------------------------------- | --------- | ------------ | -------------- | ---------------------------- | ------------- | -------- |
| 1  | 21-06-1899 | US National Championships Philadelphie | G. Chelem | Gazon (ext.) | Myrtle McAteer | Maud Banks Elizabeth Rastall | 6-4, 6-1, 7-5 | Parcours |

### Finale en double dames
| No | Date | Nom et lieu du tournoi           | Catégorie | Surface    | Vainqueures                    | Partenaire     | Score         |  |
| -- | ---- | -------------------------------- | --------- | ---------- | ------------------------------ | -------------- | ------------- |  |
| 1  | 1910 | Cincinnati tournament Cincinnati |           | Dur (ext.) | Martha Kinsey Helen McLaughlin | Miriam Steever | 1-6, 6-4, 6-3 |  |

### Finale en double mixte
| No | Date       | Nom et lieu du tournoi                 | Catégorie | Surface      | Vainqueures                      | Partenaire       | Score         |          |
| -- | ---------- | -------------------------------------- | --------- | ------------ | -------------------------------- | ---------------- | ------------- | -------- |
| 1  | 21-06-1899 | US National Championships Philadelphie | G. Chelem | Gazon (ext.) | Elizabeth Rastall Albert Hoskins | James P. Gardner | 6-4, 6-0, ab. | Parcours |

## Parcours en Grand Chelem (partiel)
Si l’expression « Grand Chelem » désigne classiquement les quatre tournois les plus importants de l’histoire du tennis, elle n'est utilisée pour la première fois qu'en 1933, et n'acquiert la plénitude de son sens que peu à peu à partir des années 1950.

### En simple dames
| Année | - | - | Championnat de France | Championnat de France | Wimbledon | Wimbledon | US National | US National  |
| 1899  | - | - | -                     | -                     | -         | -         | 1/2 finale  | Marion Jones |

À droite du résultat, l’ultime adversaire.

### En double dames
| Année | - | - | Championnat de France | Championnat de France | Wimbledon | Wimbledon | US National         | US National           |
| 1899  | - | - | -                     | -                     | -         | -         | Victoire M. McAteer | Maud Banks E. Rastall |

Sous le résultat, la partenaire ; à droite, l’ultime équipe adverse.

### En double mixte
| Année | - | - | Championnat de France | Championnat de France | Wimbledon | Wimbledon | US National     | US National           |
| 1899  | - | - | -                     | -                     | -         | -         | Finale James P. | E. Rastall A. Hoskins |

Sous le résultat, le partenaire ; à droite, l’ultime équipe adverse.